# مهر مکرتچیان (دوچرخه‌سوار)

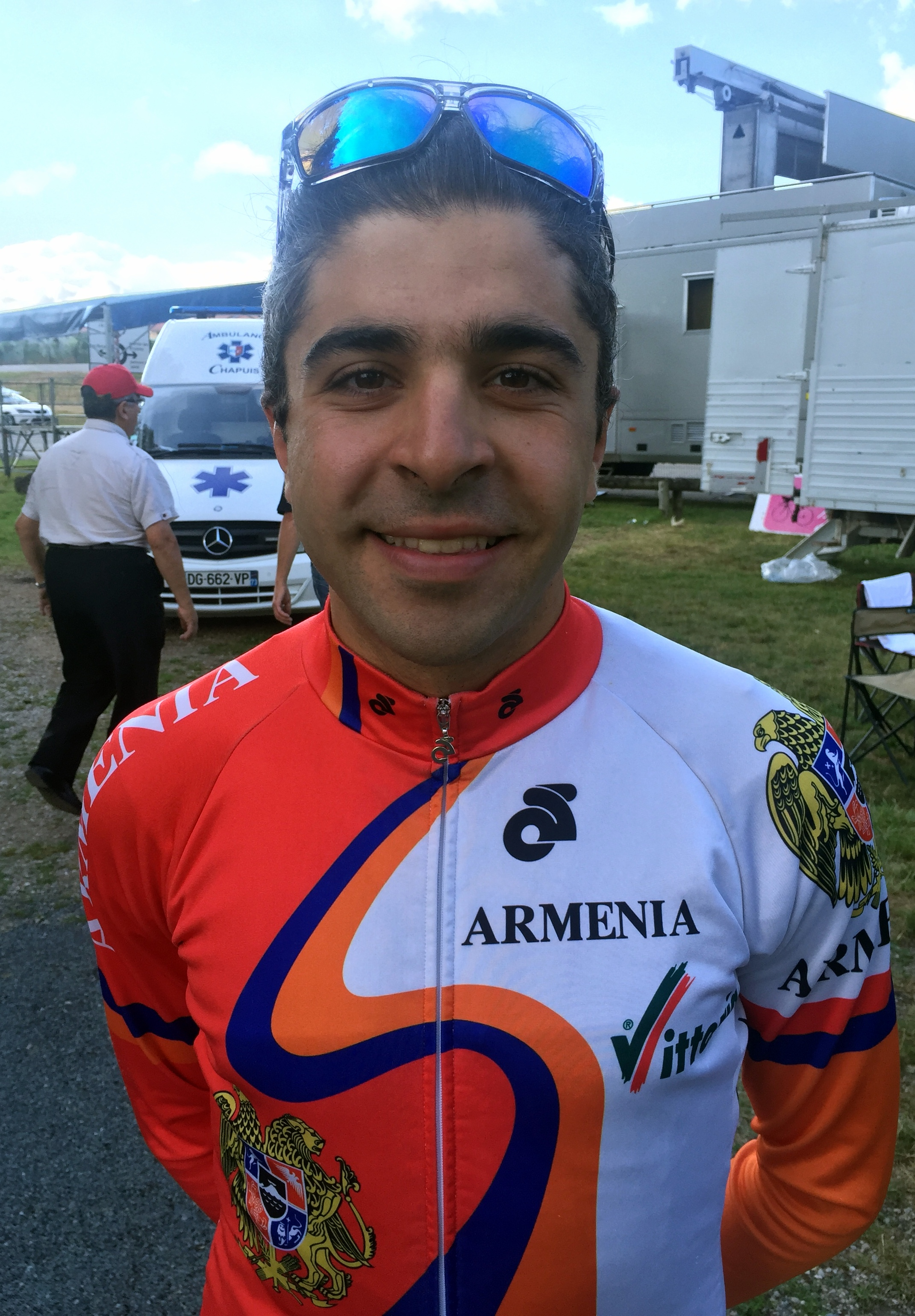

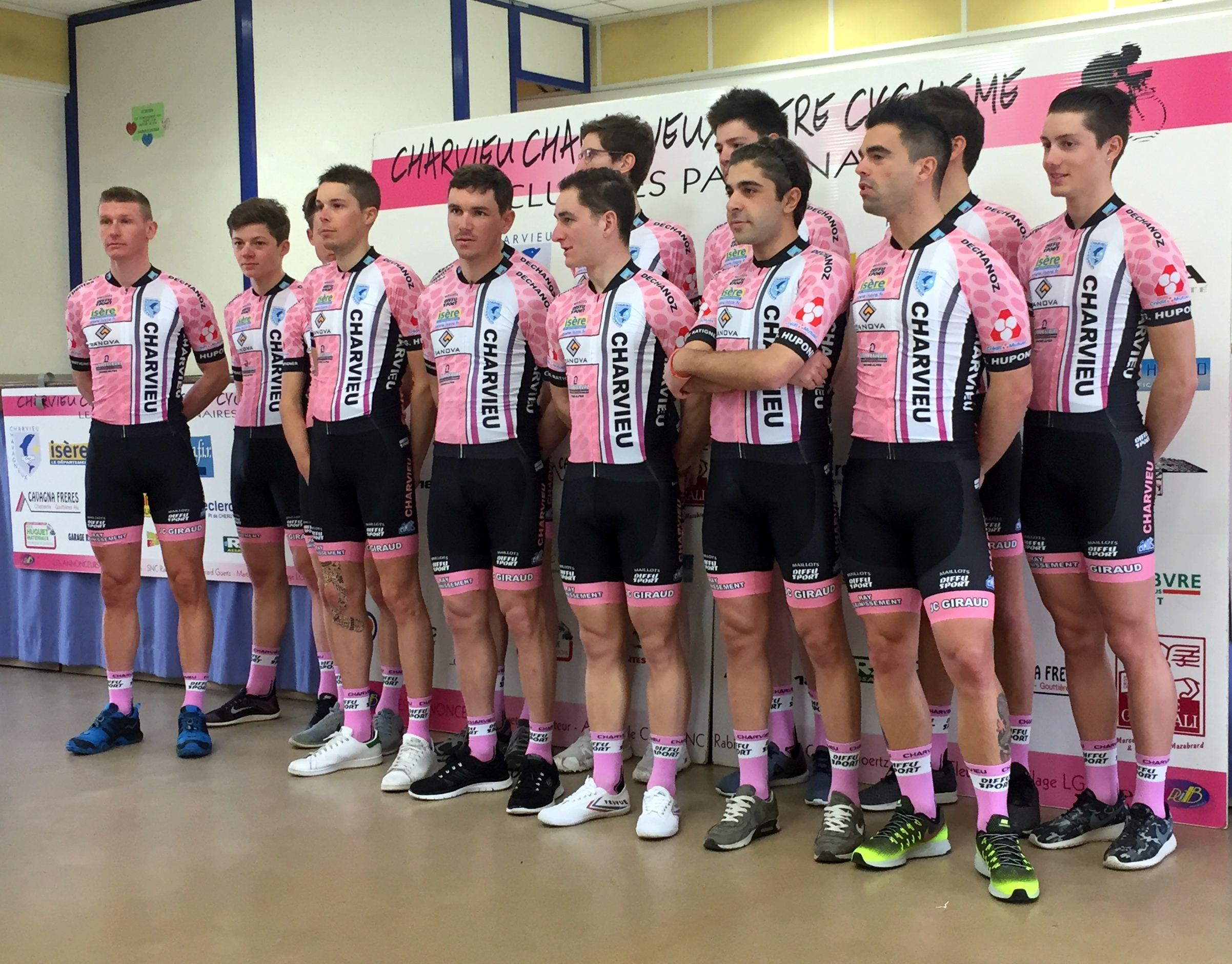

مهر مکرتچیان (ارمنی: Մհեր Մկրտչյան; انگلیسی: Mher Mkrtchyan؛ زادهٔ ۱۳ اوت ۱۹۹۳) دوچرخه‌سوار رشته پیست اهل ارمنستان که نمایندهٔ ارمنستان در مسابقات بین‌المللی  است. در مسابقات قهرمانی دوچرخه‌سواری پیست ۲۰۱۶ اروپا در رشته اسکرچ به رقابت پرداخت.